# Еленино хоро
Еленино хоро или „Елено, моме“ е северняшко хоро, изпълнявано в 14/16 тактов размер, с шести дълъг дял. Един такт броим по следния начин: (раз-два-три-четири-пет-шест).
Хорото е смесено и се изпълнява под инструментален съпровод. То е живо, вихрено и динамично. Движенията се изпълняват широко, а играта на ръцете допринася за характерния северняшки стил на танцуване. Най-честата форма на изпълнение на хорото е полукръг. При изпълнението му, ръцете подчертават и подпомагат движенията на краката. Танцувалната фигура на Еленино хоро е три такта.